# Era Ojdanić
Andrija "Era" Ojdanić (en serbe cyrillique : Ера Ојданић ; né le 13 décembre 1947 à Visoka, près d'Arilje), de son vrai nom Andrija Ojdanić (Андрија Ојданић), est un chanteur de turbo folk serbe.

## Discographie
- 1973 : Voleo sam jednu ženu
- 1974 : Oprosti mi zbog neverstva
- 1974 : Ranjeno je srce moje
- 1974 : Nemoj da me tražiš
- 1975 : Otišla si u svitanju zore
- 1975 : Godine su moje prošle
- 1976 : Najdraži dan mog života
- 1977 : U šali sam ljubio
- 1977 : Šta je čovek bez voljene žene
- 1978 : Ja sam Era Zlatiborac
- 1978 : Saloma, boginjo moja
- 1978 : Ti si tako htela
- 1979 : Rado, lepa Rado
- 1979 : Eto mene posle radne smene
- 1980 : Ja sam ženjen sve devojke znaju
- 1980 : Najdraža slika
- 1981 : Lako je tebi mala
- 1982 : Ti si moja šljiva ranka
- 1983 : Selo moje, volim tvoje ime
- 1984 : Nisam majstor da napravim bure
- 1987 : Piši šta je pila žena plava
- 1989 : Era s ovog sveta
- 1990 : Uspomene
- 1992 : Kaži mala
- 2000 : Samo bol i uspomene
- 2001 : Šmeker
- 2002 : Kazanova
- 2003 : Pauk